# Sweet Trade
Sweet Trade är den svenska rockgruppen The Poodles andra musikalbum, utgivet 2007. Peter Stormare medverkade på spåret "Seven Seas", vilket också släpptes som förstasingel. Albumet blev som bäst åtta på den svenska albumlistan.

## Låtlista 2007
1. "Flesh and Blood" - 3:08 (Samuel, Lyander, Alfonzetti, Hed, Westfält)
2. "Streets of Fire" - 3:23 (Samuel, Reingold, Johnson)
3. "Seven Seas" - 3:24 (Samuel, Reingold, Stormare)
4. "Walk the Line" - 3:34 (Samuel, Berntoft)
5. "Thunderball" - 3:49 (Levén)
6. "Reach the Sky" - 3:10 (Samuel, Reingold)
7. "We Are One" - 3:09 (Samuel, G:son, Petersson)
8. "Without You" - 3:43 (Samuel, Berntoft)
9. "Band of Brothers" - 4:29 (Samuel, Norgren, Goldsmith)
10. "Heaven's Closing In" - 3:40 (Samuel, Kindbom, Holberg, Johansson)
11. "Kiss Goodbye" - 4:29 (Samuel, Norgren)
12. "Shine" - 3:45 (Samuel, Egberg)

## Låtlista 2008
1. "Flesh and Blood" - 3:08
2. "Line of Fire" (nytt spår) - 3:02 (Samuel, Eriksson)
3. "Raise the Banner" (nytt spår) - 3:04 (Lagerström, Lengstrand, Samuel)
4. "Streets of Fire" - 3:23
5. "Seven Seas" - 3:24
6. "Walk the Line" - 3:34
7. "Thunderball" - 3:49
8. "Reach the Sky" - 3:10
9. "We Are One" - 3:09
10. "Without You" - 3:43
11. "Band of Brothers" - 4:29
12. "Heaven's Closing In" - 3:40
13. "Kiss Goodbye" - 4:29
14. "Shine" - 3:45

## Medverkande
- Jakob Samuel - sång
- Pontus Norgren - gitarr
- Pontus Egberg - bas
- Kicken - trummor

## Listplaceringar
| Lista (2007-2008) | Topplacering |
| ----------------- | ------------ |
| Sverige           | 8            |

### Fotnoter
1. ↑  ”Sweat Trade”. Hitparad. http://hitparad.se/showitem.asp?interpret=The+Poodles&titel=Sweet+Trade&cat=a. Läst 17 november 2012.